# جيف فرانكلين
جيف فرانكلين (بالإنجليزية: Jeff Franklin)‏ هو كاتب سيناريو ومخرج أمريكي، ولد في 21 يناير 1955 في كاليفورنيا في الولايات المتحدة.

## وصلات خارجية
- جيف فرانكلين على موقع IMDb (الإنجليزية)
- جيف فرانكلين على موقع ألو سيني (الفرنسية)
- جيف فرانكلين على موقع أول موفي (الإنجليزية)
- جيف فرانكلين على موقع قاعدة بيانات الأفلام السويدية (السويدية)
- جيف فرانكلين على موقع قاعدة بيانات الفيلم (الإنجليزية)
- جيف فرانكلين على موقع كينوبويسك (الروسية)
- جيف فرانكلين على موقع كينوبويسك (الروسية)